# 為了誰 -What can I do for someone?-
《為了誰 -What can I do for someone?-》（日語：誰かのために -What can I do for someone?-）是AKB48第2首數位音樂下載歌曲，第1首限定數位音樂下載歌曲，由King Records於2011年4月1日發行，音樂錄影帶則在4月6日開始供人網上下載，音樂下限定期直至4月下旬。

## 宣傳
歌曲原本是TeamA 3rd Stage「为了谁」的公演歌，在2011年日本東北地方太平洋近海地震發生後，AKB48為了回應支持者的訴求，特別重新錄製歌曲和製作音樂錄影帶。歌曲的收益全數撥捐給東日本大震災的災民。2011年3月26日，AKB48的12位成員在第三次沖繩國際電影節獻唱歌曲。地震發生後2週AKB48開始舉行「為了誰」計劃。4月1日，AKB48在音樂節目《MUSIC STATION》上宣傳歌曲。4月23日，AKB48在《變成櫻花樹》的發售紀念握手會中亦有獻唱歌曲。5月5日，AKB48在幕張展覽館獻唱歌曲。

## 反應
4月7日，歌曲在Rekochoku音樂錄影帶每日指數中排名第一。4月14日，歌曲在Rekochoku每日指數排第十位。歌曲在Rekochoku手機全曲付費下載的4月最優秀歌曲獎中獲得第三位

## 參與成員
- Team A：小嶋陽菜、指原莉乃、篠田麻里子、高城亞樹、高橋みなみ和前田敦子
- Team K：秋元才加、板野友美、大島優子、仁藤萌乃、峯岸みなみ、宮澤佐江和橫山由依
- Team B：石田晴香、河西智美、柏木由紀、北原里英、小森美果和渡邊麻友
- SKE48：松井珠理奈和松井玲奈

## 歌曲
| 曲序     | 曲目                                     | 词曲             | 編曲     | 时长 |
| -------- | ---------------------------------------- | ---------------- | -------- | ---- |
| 1.       | 為了誰 -What can I do for someone?- （誰かのために -What can I do for someone?-） | 秋元康和井上義正 | 井上義正 | 4:15 |
| 总时长： | 总时长：                                 | 总时长：         | 总时长： | 4:15 |